# Black and White (Niall Horan)
Black and White è un singolo del cantante irlandese Niall Horan, pubblicato il 1º maggio 2020 come quarto estratto dal secondo album in studio Heartbreak Weather.

## Descrizione
Il brano, scritto dallo stesso interprete insieme ad Alexander Izquierdo, Julian Benetta, Scott Harris e Teddy Geiger, è stato prodotto quest'ultima insieme a Julian Benetta ed è stato paragonato ai lavori di Ed Sheeran.

## Video musicale
Il video musicale è stato reso disponibile il 21 aprile 2020.

## Tracce
Download digitale – Stripped
1. Black and White (Stripped) – 3:52

## Formazione
Musicisti
- Niall Horan – voce, coro
- Nate Mercereau – chitarra, basso
- Teddy Geiger – chitarra
- Julian Bunetta – pianoforte, batteria, chitarra

Produzione
- Veronica Wyman – ingegneria acustica, assistenza all'ingegneria acustica
- Mike Malchicoff – ingegneria acustica
- Jeff Gunnell – ingegneria acustica
- Richard Evatt – assistenza all'ingegneria acustica
- Teddy Geiger – assistenza all'ingegneria acustica, programmazione
- Mark "Spike" Stent – missaggio
- Michael Freeman – assistenza al missaggio
- Matt Wolach – assistenza al missaggio aggiuntiva
- Chris Gehringer – mastering
- Will Quinnell – assistenza al mastering

## Classifiche
| Classifica (2020) | Posizione massima |
| ----------------- | ----------------- |
| Belgio (Vallonia) | 89                |
| Irlanda           | 18                |
| Regno Unito       | 91                |